# FUT9
Alfa (1,3)-fosiltransferase é uma proteína que em humanos é codificada pelo gene FUT9.
O FUT9 é uma das várias alfa-3-fucosiltransferases que podem catalisar o último passo na biossíntese do antígeno de Lewis, a adição de uma fucose aos polissacarídeos precursores. O FUT9 sintetiza o oligossacarídeo LeX (CD15), expresso em brotos de órgãos progredindo no mesênquima durante a embriogênese humana.